# Cá voi mõm khoằm Hubbs
Cá voi mõm khoằm Hubbs (danh pháp khoa học: Mesoplodon carlhubbsi) ban đầu người ta cho rằng là cá voi mõm khoằm Andrews khi được phát hiện bởi nhà ngư học Carl Hubbs; tuy nhiên, nó đã được đặt tên để vinh danh ông khi người ta phát hiện nó là một loài mới. Loài này có bộ răng đặc trưng trong chi nhưng đặc điệm nổi bật của nó là "mũ" trắng trên đầu và một vết sẹo rất lớn. 